# Sojus 30
Sojus 30 ist die Missionsbezeichnung für den am 27. Juni 1978 gestarteten Flug eines sowjetischen Sojus-Raumschiffs zur sowjetischen Raumstation Saljut 6. Es war der 5. Besuch eines Sojus-Raumschiffs bei dieser Raumstation und der 49. Flug im sowjetischen Sojusprogramm.

## Besatzung

### Hauptmannschaft
- Pjotr Iljitsch Klimuk (3. Raumflug), Kommandant
- Mirosław Hermaszewski (1. Raumflug),  Bordingenieur ( Polen)

Nach Schatalow und Jelissejew (beide 1971) war Klimuk erst der dritte Kosmonaut, der zu einem dritten Raumflug kam.

### Ersatzmannschaft
- Waleri Nikolajewitsch Kubassow, Kommandant
- Zenon Jankowski, Bordingenieur ( Polen)

## Missionsüberblick

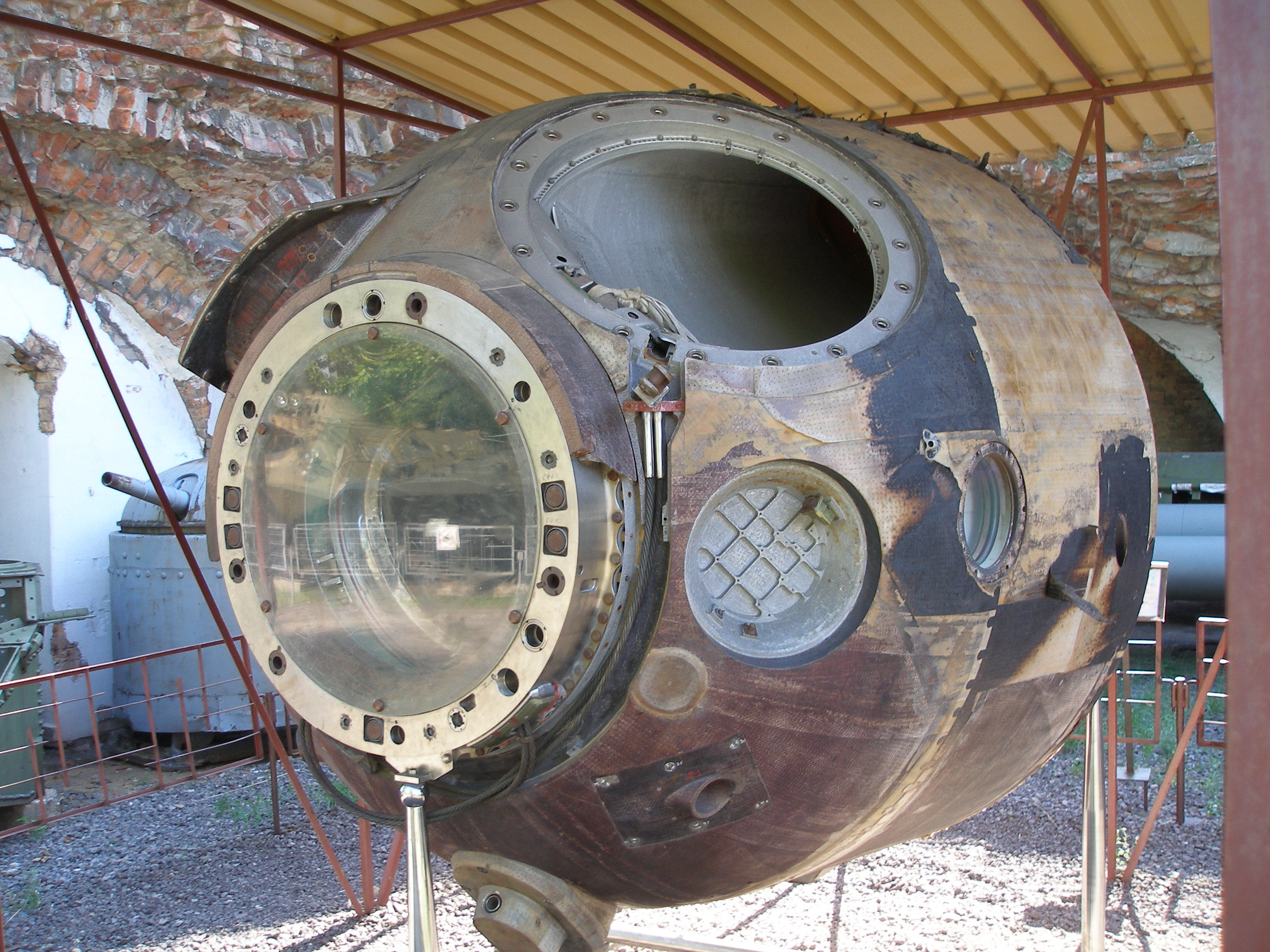
Landekapsel von Sojus 30 im Museum der polnischen Militärtechnik in Warschau

Mit dem Start von Sojus 30 wurde der zweite Interkosmonaut Miroslaw Hermaszewski aus der Volksrepublik Polen zur Saljut-6-Station gebracht. Kommandant war der erfahrene Pjotr Klimuk. Dieser Flug hatte große politische Bedeutung vor dem Hintergrund der wachsenden antisowjetischen und antikommunistischen Grundhaltung in Polen.
Kern der relativ einheitlichen Interkosmos-Missionen waren Originalübertragungen des Starts, von Gesprächen mit den jeweiligen Partei- bzw. Staatschefs und Grüße an die Heimatbevölkerung. Daneben wurden Beobachtungen und Aufnahmen (mit der mit MKF-6-Kamera auch multispektral) des Heimatlandes des Gastes, medizinisch-biologische Untersuchungen und Experimente mit landestypischen Produkten durchgeführt. Der Gastbesuch war auf ca. sieben Tage und 21,5 h (mit nur einer Toleranz von ± einer Stunde) ausgelegt. Die Vorbereitung dieser Missionen benötigte nicht besonders viel Zeit, da auf meist in der Sowjetunion ausgebildete (also sprachkundige) Militärflieger zurückgegriffen werden konnte.